# Eyðgunn Samuelsen
Eyðgunn Jana Samuelsen (født Henriksen, 23. maj 1959 i Sørvágur) er en færøsk lærer og politiker (Javnaðarflokkurin).
Hun har realeksamen fra Sørvágs skúli fra 1976 og HF fra Føroya Studentaskúli og HF-skeið fra 1978. Samuelsen er cand.mag. i statsvidenskab og historie fra Roskilde Universitetscenter fra 1992. Hun har været ansat som lærer ved den tekniske skole i Klaksvík siden 1987, afdelingsleder for HT uddannelsen 1994-2000, afdelingsdirektør i Kulturministeriet 2000–2003. I 2003 blev hun ansat som distriktschef for HT uddannelsen i Teknisk Skole i Klaksvík
Samuelsen var bestyrelsesmedlem og formand for ungdomsforeningen Sørvágs Ungmannafelag 1974–1978, bestyrelsesmedlem i den færøske studentorganisation i København Meginfelag Føroyskra Studenta (MFS) i 1981, bestyrelsesmedlem i studentorganisationen Landsfelag Føroyinga í Útbúgving (LFÚ) i 1984, bestyrelsesmedlem i husmoderforeningen Klaksvíkar Húsmóðrafelag i 1985, bestyrelsesmedlem ved Klaksvíkar sjúkrahús 1990–1992 og medlem af det færøske ligningsråd 1992–1996.
Hun meldte seg ind i Javnaðarflokkurin i 1988, og har været kommunestyremedlem i Klaksvík siden 1. januar 1997. Hun har været medlem af Lagtinget siden 4. februar 2008, og mødte i perioden 2008–2011 som vicerepræsentant for Helena Dam á Neystabø. Samuelsen er medlem af Lagtingets finansudvalg fra 2008 og gruppeformand fra 24. februar 2011. I oktober 2011 blev Samuelsen indvalgt på eget mandat i Lagtinget. Hun er medlem af Lagtingets Finansudvalg 2011-2015.